# دينجيكي دايوه
ديجينكي دايوه (باليابانية: 月刊コミック電撃大王) هي مجلة شونن مانغا شهرية يابانية، يتم نشر هذه المجلة عن طريق شركة آسكي ميديا وركس، بدأت بنشر أول عدد لها في سنة 1994، نشرت المجلة عدة مسلسلات مانغا مثل إنتظار الصيف وأشقر وحيد وملك أزومانغا الكبير وإرومانغا سينسي والفتاة المسلحة وتورادورا!.

## روابط خارجية
- دينجيكي دايوه على موقع ANN manga (الإنجليزية)